# Georges Calzant
Georges Calzant, né le 24 septembre 1897 à Saint-Martin-le-Beau et mort le 28 juin 1962 à Issy-les-Moulineaux, est un avocat, journaliste et militant royaliste de l'Action française.

## Biographie

### Jeunesse
Il est le fils de deux instituteurs, Ernest Calzant et Héloïse Gatien. C'est Pierre de Cossé Brissac, camarade de classe de Georges Calzant au lycée Descartes à Tours, qui lui fait découvrir L'Action française. Après des études au lycée de Tours, Georges Calzant s'engage le 2 août 1914,. Il est décoré de la croix de guerre et sort blessé du conflit.

### Les débuts à l'Action française
Après la Première Guerre mondiale, il obtient une licence de droit, un diplôme d’études supérieures économiques et sort diplômé de l’École libre des sciences politiques. Il s'inscrit au barreau en 1921.
En mars 1920, il s'engage à la Fédération nationale des étudiants d'Action française et en devient le secrétaire perpétuel en 1924.

### L'entre-deux-guerres
Lors de l'affaire Scelle en 1925, il mène la campagne d'agitation contre le professeur de droit international public à la Faculté de droit de Paris. La grève des étudiants conduite par Georges Calzant entraîne la démission du professeur le 11 avril 1925.
Le 23 février 1926, Georges Calzant et une dizaine d'étudiants d'Action française provoquent une bagarre générale lors d'un discours de Georges Scelle à une réunion de la Ligue d'action universitaire républicaine et socialiste. Pierre Mendès-France est blessé en tentant d'opposer résistance aux royalistes. Fin 1926 au moment de la condamnation de l'Action française par la papauté, Georges Calzant adresse une lettre au pape Pie XI au nom de la Fédération nationale des étudiants d'Action française.
Lors de l'expédition punitive menée par les membres du Faisceau le 14 novembre 1926 aux locaux de l'Action française, Georges Calzant est présent sur les lieux et repousse les assaillants à coup de revolver.
À partir de 1931, Georges Calzant travaille de pair avec Marie de Roux sur plusieurs procès concernant l'Action française.
Le 27 novembre 1931, Georges Calzant est expulsé par les gardes républicains tandis qu'il perturbait une réunion pacifiste de Louise Weiss au Trocadéro avec les Camelots du Roi.

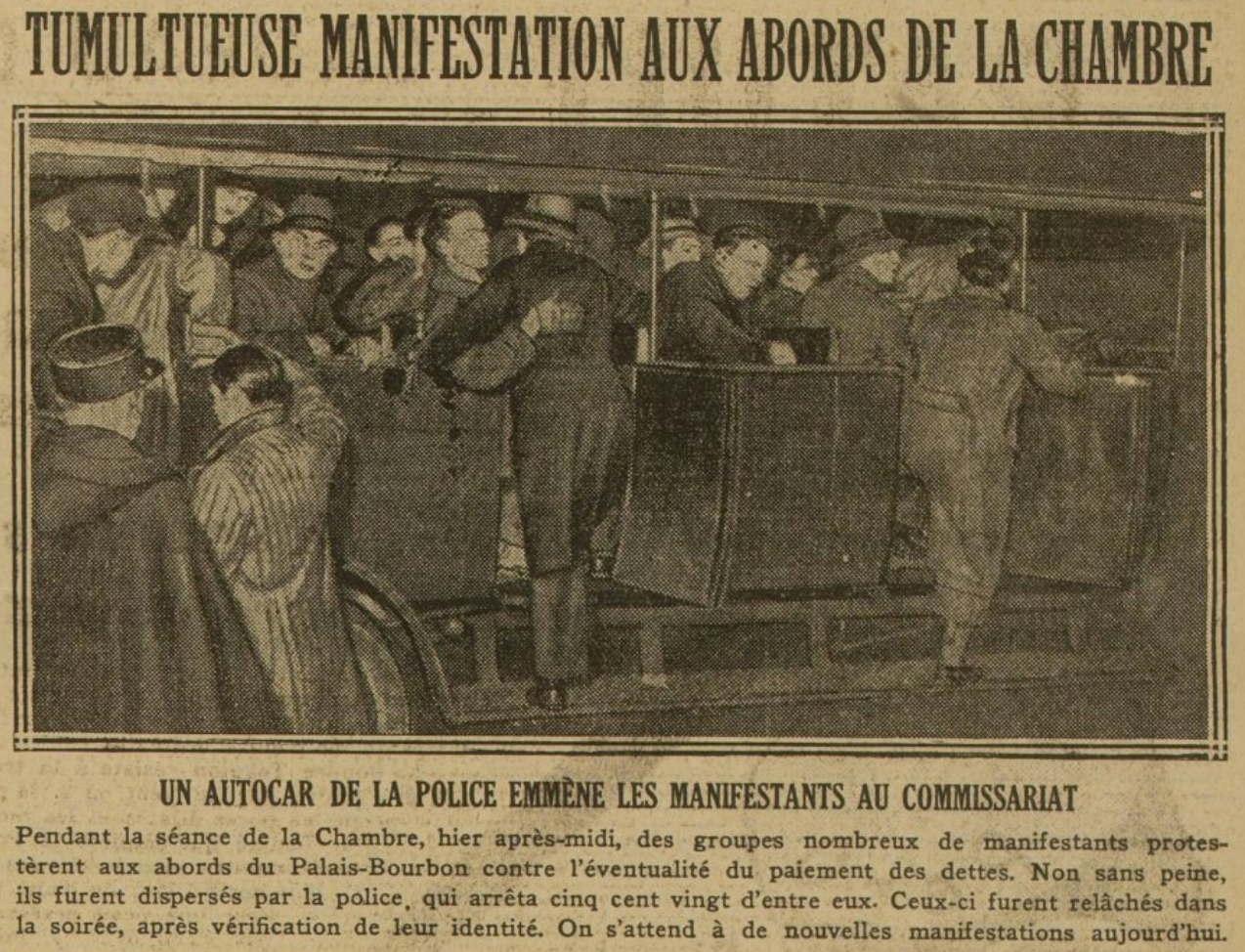
Manifestation contre le paiement des dettes à l'Amérique organisée par les Camelots du Roi le 12 décembre 1932.

Le 12 décembre 1932, Georges Calzant est arrêté avec Maurice Pujo, Lucien Lacour, Jacques Renouvin, Pierre Joly, Maxime Real del Sarte et Robert Bourin à la suite d'affrontements avec les forces de l'ordre au cours d'une manifestation contre le paiement des dettes à l'Amérique,.
Georges Calzant s'est imposé comme un des principaux cadres de l'Action française au début du second tiers des années 1930,. Il fut l'un des collaborateurs du quotidien du mouvement L'Action française et le secrétaire général de la Fédération nationale des Camelots du Roi de 1932 à 1936. À l'évidence, l'individu prenait plus d'intérêt au combat politique qu'à son métier d'avocat. Prisonnier de son engagement, Calzant jouissait d'une réputation médiocre au Palais de justice de Paris « et son influence ne dépassait pas les limites d’une petite bande ». Son tempérament exaspérait certains militants notamment Jacques Renouvin qui l'aurait un jour traité de « bon à rien ».
Après l'émeute du 6 février 1934, il est accusé d'immobilisme de même que Maurras. Lucien Rebatet, ancien militant de l'Action française, ne ménage pas ses mots à son égard :

« Georges Calzant, odieux butor, s'était vu quinze ans auparavant confier le Quartier latin alors qu'on y comptait quinze mille monarchistes. Ses grossièretés, ses bourdes, ses mouchardages avaient si bien fait qu'à la veille de la guerre on ne connaissait pas cent étudiants qui restassent vraiment dévoués à notre pavillon. Calzant n'en demeurait pas moins inamovible, couvert en toutes circonstances par Maurras, consulté, approuvé, entretenu grassement par cinq ou six caisses de la maison. »

— Lucien Rebatet
En septembre 1934, il participe à l'organisation de la croisière du Campana en mer de Sicile à bord duquel s'embarque le Comte de Paris. En 1935, il accompagne Charles Maurras en visite en Algérie.
Le 9 décembre 1935, quatre-vingt-dix-sept Camelots du Roi de la 17e équipe du XVIe arrondissement de Paris adressent un Mémoire sur l'immobilisme à Maurice Pujo, Georges Calzant et Maxime Real del Sarte les accusant de laisser le mouvement péricliter,.

### L'Occupation
Lors de la débandade de 1940, Georges Calzant quitte Paris en même temps que le gouvernement et se réfugie à Limoges. Durant l'Occupation allemande, il se réfugie à Lyon avec Charles Maurras et l'équipe du journal, qui défend le régime de Vichy. Il y publie de violents articles antisémites.
D'après André Lavagne, Georges Calzant aurait servi d'intermédiaire entre le maréchal Pétain et Charles Maurras pour échanger leurs opinions. Calzant aurait ainsi fait part de l'hostilité de Maurras envers Pierre Laval et de la politique européenne nazie mais aussi de son rejet de la Milice comme police supplétive des Allemands. Ce rôle de rapporteur aurait motivé son arrestation ainsi que celle de Maurice Pujo par la Gestapo le 20 juin 1944. Les deux hommes sont emprisonnés à la prison de Montluc jusqu'au 10 juillet,,.

### Après guerre
L'Action française étant dissoute à la Libération pour collaboration, Calzant fonde le 10 juin 1947 Aspects de la France, un hebdomadaire ayant pour objectif de défendre l'orthodoxie maurrassienne et de renouer avec le projet monarchiste des membres fondateurs de l'Action française.
C'est également lui qui fonda et dirigea pendant quinze ans les Cahiers Charles Maurras. Cette revue trimestrielle eut de nombreux collaborateurs et, entre 1960 et 1978, 68 numéros.
Il meurt le 28 juin 1962 à la maison de santé chirurgicale d'Issy-les-Moulineaux.

## Vie privée
Georges Calzant s'est marié le 16 octobre 1929 avec le peintre Marguerite Lemoine.

## Distinctions
- Croix de guerre 1914–1918

## Archives
Des papiers personnels de Georges Calzant sont conservés aux Archives nationales, à Pierrefitte-sur-Seine, sous la cote 596AP : Inventaire du fonds